# Nanda Lin Kyaw Chit
Nanda Lin Kyaw Chit (* 27. Juni 1991 in Myanmar) ist ein myanmarischer Fußballspieler.

## Karriere

### Verein
Seinen ersten Vertrag unterschrieb Nanda Lin Kyaw Chit 2013 bei Ayeyawady United, einem Verein, der in der höchsten Liga des Landes, der Myanmar National League spielte und in Pathein beheimatet ist. 2015 wechselte nach Mandalay zum Ligakonkurrenten Yadanarbon FC. 2017 zog es ihn nach Singapur, wo er einen Vertrag bei Balestier Khalsa unterschrieb. Nach einem Jahr wechselte er nach Thailand. Hier unterzeichnete er einen Vertrag bei PT Prachuap FC, einem Verein, der in der höchsten Liga, der Thai League spielte. Nach nur einem Jahr ging er wieder in seine Heimat Myanmar und steht seit Anfang 2019 bei seinem alten Verein Ayeyawady United unter Vertrag. 2019 absolvierte er elf Erstligaspiele für Ayeyawady. 2020 nahm ihn der Ligakonkurrent Chin United aus dem Chin-Staat unter Vertrag.

### Nationalmannschaft
2012 spielte Nanda Lin Kyaw Chit dreimal für die U-23-Nationalmannschaft. Seit 2013 lief er 15 Mal für die myanmarischen Nationalmannschaft auf. Sein Debüt gab er am 6. September 2014 in einem Freundschaftsspiel gegen die philippinische Fußballnationalmannschaft.

## Erfolge
Yadanarbon FC
- 2016 – Myanmar National League – Meister